# 十四劃管

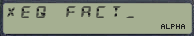
1980年代的惠普HP-41可编程工程计算器上的十四段液晶显示器

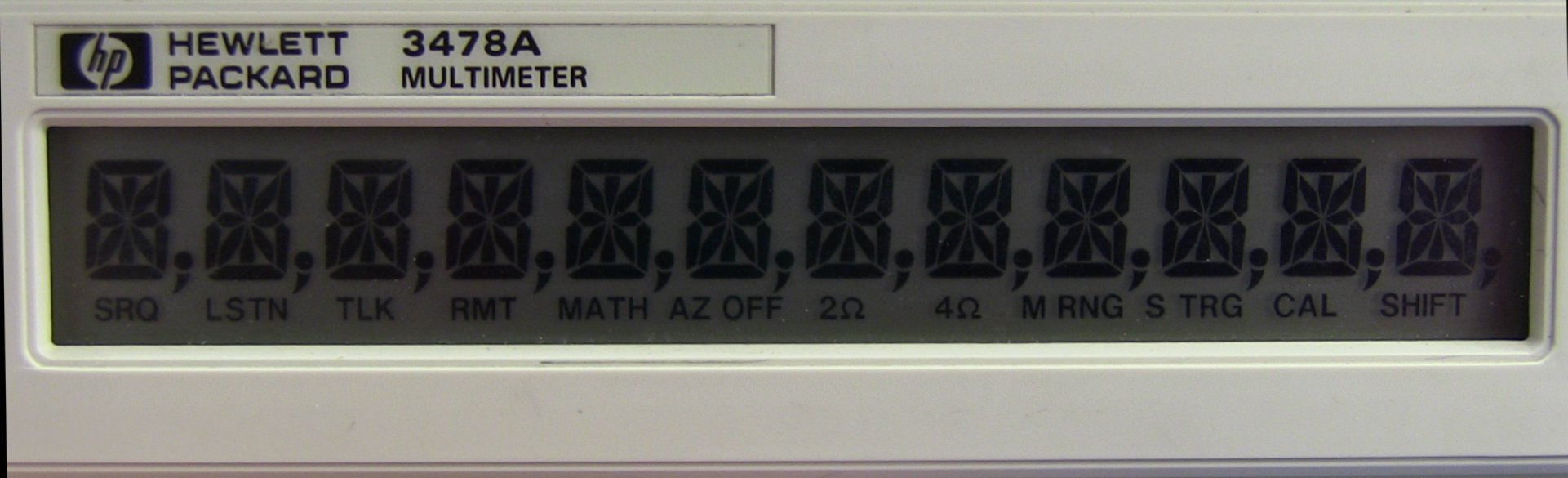
惠普HP3478A万用表上的十四段液晶显示器

十四段数码管的示例图。注意完整的顶部和底部节段与十六段数码管的对比。

十四劃管（英語：Fourteen-segment display）是一种藉由14段笔画的亮或灭来产生字母和数字的一种显示器。它是对更为常见的七段数码管的扩展，拥有追加的4段对角线和横断中间横画的2段纵线，形成一个米字形。七段数码管可以满足数字和某些字母的需要，但明白无误地表现ISO基础拉丁字母表需要更多的细节。另一个略微变异的版本是十六劃管，在显示字母或其它符号时更易辨认。
小數點或逗號可能作为补充字段出现，逗号（在很多地区用于每三位数字分组标记或者作为小数点）常常由一个小数点和一个紧贴其下并向左下方逐渐变窄的尖笔画组合而成。
文數字电子显示器可以使用LED、LCD或真空荧光显示器设备。LED变体通常以单或双字符包制造，允许系统设计者选择适合应用的字符数量。
字幕机经常被用来把7位ASCII码转化成14位以指示这14段的亮或灭。

## 应用
多段数码管设备比全点阵显示器使用元件更少，并因为笔画成形适当而可能产生更好的字符外观。这能够减少驱动零件的数量和能量消耗。
因附带逗号和句号部分而造成共有16段的十四段等離子顯示屏在1986年至1991年间被用于彈珠台。
十四和十六段数码管被用于在计算器和其它嵌入式系统上产生文数字。今日的应用包括为电话的来电显示单元、健身房设备、录像机、電梯、汽车音響、微波炉、老虎机和DVD播放机提供显示。
在点阵显示面板普及以前，这样的显示器在彈珠台上用来显示得分和其它信息非常常见。

## 白炽灯版本
多段文数字显示器几乎与电的使用一样古老。一本1908年的教科书介绍了一个使用白炽灯和机械开关装置的文数字显示系统。21盏灯中的每一盏被分别连接到一个开关，开关由一组安装在滚筒中的开有沟槽的条控制。这个换向器组件可以被编排，以便随着筒的旋转，不同组的开关被关闭，不同的字母和数字可被显示。
该方案被用于在“说话”标牌上拼出信息，但是一整套的换向开关、滚筒和灯都将被一条信息中的每个字母所需要，使得产生的符号非常昂贵。

## 冷阴极霓虹灯
有几个不同版本的十四段数码管以冷阴极霓虹灯形式存在，例如一种由宝来公司制造并被称为“Panaplex”者。与白炽灯版本使用灯丝不同，这些是用阴极充电到180V电位，使电气化段发出亮橙色。他们操作的方式类似于数码管，但用笔画节段来组成数字和字母，而不是全形数字形状。

## 变异

### 二十三段数码管
二十三段数码管或“Nova”显示器是一种先进的文数字显示器，由可以亮和灭的笔画节段来产生字符。它是基于十四段数码管（顶部和底部横杠不拆分），只是它有一个用于“i”和“j”的中心点，并在每个象限内部都有三段斜向节段。总共23段中有17段在内部。这帮助诸如小写字母“g”、“p”、“q”和“x”的字符更容易被显示并与其它字符规格一致。

### 十三段数码管
十三段数码管是用笔画节段产生字符的显示器。7段在中间供“B”、“K”和“G”填充或取消，这是在像惠而浦MH6150XMT等家用电器上找到的。